# Cuore di luce
Cuore di luce (Heartlight, 1998) è un romanzo dell'autrice statunitense Marion Zimmer Bradley, pubblicato in Italia nel 2000. 
È il romanzo conclusivo dell'intero Ciclo delle avventure nel paranormale, serie che riprende una vecchia passione dell'autrice: i romanzi con forti accenti di occultismo ed elementi inerenti ai generi gotico e paranormale. 
La particolarità del volume è che chiude idealmente non solo le storie inerenti a questi quattro romanzi, ma anche di quelli scritti fra gli anni settanta e gli anni ottanta. Inoltre, nel libro ci sono sottili richiami al ciclo di Avalon e al ciclo di Darkover. 

## Trama
Colin MacLaren appartiene all'antichissima stirpe dei Guerrieri della Luce, una setta, culto, congrega che nei secoli ancora prima di Atlantide si era data il compito di affrontare il male in ogni sua forma, umana e non. In questo romanzo seguiamo la sua storia, per tutti i decenni del Novecento, con i suoi occhi assistiamo alle vicende presentate nei romanzi: Dark Satanic, la maledizione, L'erede, Witch Hill, la confessione della strega, facenti parte della prima trilogia, e dei seguenti Spirito di luce, Magia di luce e Tenebra di luce. 
La lotta fra il bene e il male non ha mai avuto termine, ma questa volta l'epoca storica è ben più difficile e problematica che mai: è il XX secolo, con le sue armi di distruzione di massa, i suoi conflitti mondiali, le sue lunghe e cupe ombre. L'umanità, tutta, è a un passo dal baratro e ogni piccola vittoria dei difensori della Luce può significare la salvezza del mondo. La guerra che sta per iniziare è lunga e spietata, e continuerà anche quando Colin non ci sarà più. E presto, lui lo sa, dovrà lasciare il testimone a qualcun altro.

## Edizioni
- Marion Zimmer Bradley, Cuore di Luce, TEA,  pp. 461, cap. 27, ISBN 88-7818-241-9.